# Brent Seabrook
Brent Seabrook (* 20. dubna 1985, Richmond, Britská Kolumbie, Kanada) je bývalý kanadský hokejový obránce hrající v týmu Chicago Blackhawks v severoamerické lize (NHL). Byl součástí týmu, který dokázal v letech 2010, 2013 a 2015 vyhrát Stanley Cup, a je také vítězem ZOH 2010 ve Vancouveru.

## Hráčská kariéra

### Amatérská a juniorská kariéra
Juniorskou kariéru zahájil ve městě Delta, kde odehrál 54 zápasů, nasbíral 42 bodů a po sezóně byl vyhlášen nováčkem roku Pacific Junior B League.
V sezóně 2001-02 už nastupoval ve WHL za tým Lethbridge. V 67 zápasech nasbíral 39 bodů a tím vytvořil nový rekord v počtu nasbíraných bodů nováčkem obráncem. Po sezóně byl vyhlášen nováčkem roku Lethbridge. V sezóně 2002-03 byl už jako kapitán nejlepším obráncem týmu. V 69 utkáních vsítil 9 branek a na 33 přihrál, což mu zajistilo čtvrtou pozici v bodování mužstva. Vyloučen byl na 113 minut. V roce 2003 si zahrál na CHL/NHL Top Prospects Game v Kitcheneru, na dovednostních soutěžích měl druhou nejtvrdší střelu (150,4 km/h). Zahrál si také v utkání hvězd mezi výběrem WHL a výběrem QMJHL v rámci Hershey Cupu. V sezoně 2003-04 v Lethbridge odehrál 61 zápasů a nasbíral 41 bodů.
V poslední juniorské sezoně si vytvořil osobní maxima v počtu asistencí a bodů a vyrovnal maximum v počtu branek. V 63 zápasech nasbíral 54 bodů a také měl na kontě slušných +25 bodů v +/- statistice. V klubu byl nejproduktivnější obránce (celkově 4.) a mezi obránci WHL zaujal 6. příčku. V playoff byl nejproduktivnější hráč týmu, ale k postupu z 1. kola týmu nepomohl. Během celé kariéry ve WHL odehrál celkem 260 zápasů a nasbíral 176 bodů (39+137) a 397 TM.

### Profesionální kariéra
Poté, co Lethbridge skončil v playoff WHL podepsal 11. dubna 2005 smlouvu s Norfolkem a ještě stihl 3 zápasy základní části. V playoff AHL odehrál všech 6 zápasů a připsal si 1 asistenci. V poslední možný den se dohodl na smlouvě s Blackhawks, pokud by nepodepsal, mohl by být znovu draftován.
V první sezoně v NHL (2005-06) si vedl velmi dobře. K prvnímu zápasu v NHL nastoupil 5. října 2005 proti Anaheimu a hned zaznamenal první bod za asistenci. Ve druhém zápase proti San Jose (6-3) zaznamenal 4 asistence a vyrovnal tak rekord Blackhawks v počtu bodů a asistencí nasbíraných nováčkem v 1 zápase. První gól v NHL vstřelil 2. listopadu v St. Louis, vstřelil ho v prodloužení a zajistil tak výhru Blackhawks 6-5. Celkem odehrál 69 zápasů (13 jich musel vynechat kvůli zranění kolene) a nasbíral 32 bodů za 5 branek a 27 asistencí. Byl tak nejproduktivnějším obráncem Blackhawks.
V sezoně 2006-07 si v lednu zahrál na Young Stars Game, součásti NHL All-Star Game. Celkem odehrál 81 zápasů a nasbíral 24 bodů, což stačilo na 2. nejproduktivnějšího obránce týmu. Se 104 trestnými minutami byl nejtrestanějším hráčem Blackhawks.
Po většinu sezony 2007-08 hrál v 1. obraně Blackhawks společně s Duncanem Keithem, oba shodně nasbírali 32 bodů.
V sezoně 2008-09 opět vytvořil s Keithem 1. obrannou dvojici a opět byl 2. nejvytěžovanější hráč Blackhawks, když v průměru odehrál přes 23 minut za zápas. Vedl tým v počtu hitů (224) a i zblokovaných střel (113). S 8 góly byl společně s Keithem nejlepším střelcem mezi obránci týmu. V playoff byl nejvytěžovanějším bekem Blackhawks, když v průměru odehrál 26 minut za utkání a také byl nejproduktivnějším bekem týmu s 12 body. Nejlepší v týmu byl s 11 asistencemi a také v počtu zblokovaných střel (37). V hitech byl tentokrát s 68 druhý. To vše stihl v 17 utkáních, ve kterých se Blackhawks probojovali do finále konference.
I v sezoně 2009-10 byl 2. nejvytěžovanější hráč Blackhawks. Tým vedl v počtu zblokovaných střel (153) a v počtu hitů byl s 208 na 2. místě, v hitech byl z obránců nejlepší. V obdobných výkonech pokračoval i v playoff (51 zblokovaných střel - 3. v týmu a 81 hitů - 2. v týmu) navíc nastřílel 4 branky, stejně jako v základní části a přispěl tak velmi ke zisku Stanley Cupu.
Sezona 2010-11 byla zatím jeho nejpovedenější. Vytvořil si nová osobní maxima v asistencích (39) a bodech (48) a vyrovnal v gólech (9). Byl nejproduktivnějším obráncem Blackhawks. S Keithem jako jediní hráči Blackhawks odehráli všech 82 utkání. S 227 hity byl 3. nejlepší obránce v NHL. Ještě v průběhu sezony, 27. února 2011, se dohodl s Blackhawks na prodloužení smlouvy o 5 let s celkovým příjmem 29 milionů dolarů (cap hit 5,8 milionu). V playoff získal v sérii proti Vancouveru jednu asistenci v 5 utkáních, 2 utkání musel vynechat pro zranění hlavy.
V sezoně 2011-12 nasbíral 34 bodů. Potřetí v kariéře nastřílel 9 branek (osobní maximum) a byl tak nejlepší střelec mezi obránci týmu. Nejlepší v týmu byl v počtu hitů (198) a v počtu zblokovaných střel (165). Byl jedním ze 2 obránců NHL, kteří měli na kontě více než 150 hitů, 150 zblokovaných střel a 150 střel na branku. Proti San Jose 11. prosince 2011 odehrál svůj 500. zápas v NHL. V playoff si připsal 3 body (1+2) v 6 zápasech, ale k postupu přes Phoenix to nestačilo a Blackhawks podruhé v řadě vypadli v 1. kole. Po sezoně byl zvolen fanoušky při hlasování na oficiálním webu klubu nejlepším obráncem Blackhawks v sezoně.
Ve zkrácené sezoně 2012-13 byl 2. nejproduktivnější obránce týmu s 20 body (8+12) v 47 zápasech. Vedl tým se 103 zblokovanými střelami (14. v NHL) a byl 2. v týmu se 106 hity. Jen 7 obránců NHL dokázalo ve zkrácené sezoně nashromáždit dohromady více než 100 zblokovaných střel a více než 100 hitů. V playoff se mu ze začátku příliš nedařilo, ale poté, co ho trenér vrátil do dvojice s Keithem, hrál opět velmi dobře. Dva z jeho 3 gólů vstřelil v prodloužení a byl tak velmi důležitým článkem týmu při cestě za svým 2. Stanley Cupem.
V sezoně 2013-14 byl s 41 body (7+34) v 82 zápasech druhým nejproduktivnějším obráncem Blackhawks. Na druhém místě v klubu byl i v počtu hitů (171) a zblokovaných střel (142). V playoff byl potom nejproduktivnějším obráncem Blackhawks, když v 16 zápasech nasbíral 15 bodů (3+12). S Kanem a Hossou se dělil o první místo v klubu v asistencích. Ve 2. zápase 1. kola proti St. Louis tvrdě srazil Backese a za tento faul dostal distanc na 3 zápasy.
V sezoně 2014-15 byl 2. nejlepší mezi beky Blackhawks v počtu bodů (31). Byl nejlepší v týmu v blokování střel, když jich zablokoval 141. V lednu se poprvé v kariéře zúčastnil All-Star Game NHL. Při cestě Blackhawks za 3. Stanley Cupem v 6 letech vytvořil klubový rekord v počtu gólů vstřelených obráncem za jedno playoff (7) a byl nejlepším střelcem mezi obránci NHL v playoff. Ke zisku poháru přispěl celkem 11 body v 23 zápasech.
V sezoně 2015-16 si vytvořil nová maxima v počtu gólů (14 - 11. mezi obránci NHL) a bodů (49 - 13. mezi obránci NHL) a potřetí v kariéře byl nejproduktivnějším obráncem Blackhawks. V playoff v 1. kole proti St. Louis si připsal 2 body (1+1) v 7 utkáních. Do dalšího kola Chicago nepostoupilo.</p>
V sezoně 2016-17 si připsal 39 bodů (3+36) v 79 zápasech. Zápas 18. února 2017 proti Edmontonu byl jeho 900. v NHL a stal se teprve 7. hráčem v historii, který odehrál za Blackhawks 900 utkání. V Nashvillu si pak 4. března 2017 připsal 400. bod v NHL. V playoff proti Nashvillu si nepřipsal ve 4 utkáních ani bod a Blackhawks podruhé v řadě vypadli v 1. kole.
V sezoně 2017-18 nasbíral jen 26 bodů (7+19). Jeho výkonnost tak nebyla jako v předcházejících sezonách a nespokojenost s jeho výkony vyjádřil trenér Quenneville, když ho 9. ledna 2018 proti Ottawě nechal sledovat zápas z tribuny jako zdravého náhradníka. Jako teprve 5. hráč v historii Blackhawks odehrál za klub 1000 zápasů, tohoto milníku dosáhl 29. března 2018 proti Winnipegu.
V sezoně 2018-19 si připsal 28 bodů (5+23) v 78 zápasech. Vedl Blackhawks v počtu zblokovaných střel (180) i počtu hitů (124). V počtu zblokovaných střel byl 4. v rámci celé NHL. Na významný milník dosáhl 14. ledna 2019 na ledě New Jersey, kde vstřelil svůj 100. gól v NHL.
V sezoně 2019-20 jej zřejmě dostihly jeho zdravotní obtíže, které zapříčinily pokles jeho výkonnosti a v říjnu dokonce byl 2 zápasy po sobě jen na tribuně jako "zdravý" náhradník. Zdravotní potíže dlouhodobého charakteru nakonec vyústily v rozhodnutí podstoupit v lednu operaci ramene a v únoru operaci obou kyčlí, čímž pro něj sezona skončila. Než mu však skončila sezona, tak proti Buffalu odehrál 17. listopadu 2019 svůj 1100. zápas v NHL. Zdravotně nebyl v pořádku ještě v srpnu, takže se playoff nemohl zúčastnit.
Přetrvávající zdravotní potíže mu nedovolily naskočit do sestavy Blackhawks ani v sezoně 2020-21 a nakonec jej přinutily více než rok po operacích ukončit jeho hokejovou kariéru. Konec kariéry oznámil 5. března 2021.

## Klubové statistiky
| Sezona     | Klub                      | Soutěž     | Základní část | Základní část | Základní část | Základní část | Základní část | Play off | Play off | Play off | Play off | Play off |
| Sezona     | Klub                      | Soutěž     | Z             | G             | A             | B             | TM            | Z        | G        | A        | B        | TM       |
| ---------- | ------------------------- | ---------- | ------------- | ------------- | ------------- | ------------- | ------------- | -------- | -------- | -------- | -------- | -------- |
| 2000–01    | Lethbridge Hurricanes     | WHL        | 4             | 0             | 0             | 0             | 0             | —        | —        | —        | —        | —        |
| 2001–02    | Lethbridge Hurricanes     | WHL        | 67            | 6             | 33            | 39            | 70            | 4        | 1        | 1        | 2        | 2        |
| 2002–03    | Lethbridge Hurricanes     | WHL        | 69            | 9             | 33            | 42            | 113           | —        | —        | —        | —        | —        |
| 2003–04    | Lethbridge Hurricanes (C) | WHL        | 61            | 12            | 29            | 41            | 107           | —        | —        | —        | —        | —        |
| 2004–05    | Lethbridge Hurricanes (C) | WHL        | 63            | 12            | 42            | 54            | 107           | 5        | 1        | 2        | 3        | 10       |
| 2004–05    | Norfolk Admirals          | AHL        | 3             | 0             | 0             | 0             | 2             | 6        | 0        | 1        | 1        | 6        |
| 2005–06    | Chicago Blackhawks        | NHL        | 69            | 5             | 27            | 32            | 60            | —        | —        | —        | —        | —        |
| 2006–07    | Chicago Blackhawks        | NHL        | 81            | 4             | 20            | 24            | 104           | —        | —        | —        | —        | —        |
| 2007–08    | Chicago Blackhawks (A)    | NHL        | 82            | 9             | 23            | 32            | 90            | —        | —        | —        | —        | —        |
| 2008–09    | Chicago Blackhawks (A)    | NHL        | 82            | 8             | 18            | 26            | 62            | 17       | 1        | 11       | 12       | 14       |
| 2009–10    | Chicago Blackhawks (A)    | NHL        | 78            | 4             | 26            | 30            | 59            | 22       | 4        | 7        | 11       | 14       |
| 2010–11    | Chicago Blackhawks (A)    | NHL        | 82            | 9             | 39            | 48            | 47            | 5        | 0        | 1        | 1        | 6        |
| 2011–12    | Chicago Blackhawks (A)    | NHL        | 78            | 9             | 25            | 34            | 22            | 6        | 1        | 2        | 3        | 0        |
| 2012–13    | Chicago Blackhawks (A)    | NHL        | 47            | 8             | 12            | 20            | 23            | 23       | 3        | 1        | 4        | 4        |
| 2013–14    | Chicago Blackhawks (A)    | NHL        | 82            | 7             | 34            | 41            | 22            | 16       | 3        | 12       | 15       | 21       |
| 2014–15    | Chicago Blackhawks (A)    | NHL        | 82            | 8             | 23            | 31            | 27            | 23       | 7        | 4        | 11       | 10       |
| 2015–16    | Chicago Blackhawks (A)    | NHL        | 81            | 14            | 35            | 49            | 32            | 7        | 1        | 1        | 2        | 12       |
| 2016–17    | Chicago Blackhawks (A)    | NHL        | 79            | 3             | 36            | 39            | 26            | 4        | 0        | 0        | 0        | 2        |
| 2017–18    | Chicago Blackhawks (A)    | NHL        | 81            | 7             | 19            | 26            | 38            | —        | —        | —        | —        | —        |
| 2018–19    | Chicago Blackhawks (A)    | NHL        | 78            | 5             | 23            | 28            | 41            | —        | —        | —        | —        | —        |
| 2019–20    | Chicago Blackhawks (A)    | NHL        | 32            | 3             | 1             | 4             | 8             | —        | —        | —        | —        | —        |
| NHL celkem | NHL celkem                | NHL celkem | 1114          | 103           | 361           | 464           | 661           | 123      | 20       | 39       | 59       | 83       |

### Reprezentační statistiky
| 2003 | Kanada | MS 18 | 7 | 3 | 3 | 6 | 4 |
| 2004 | Kanada | MSJ   | 6 | 1 | 2 | 3 | 2 |
| 2005 | Kanada | MSJ   | 5 | 0 | 3 | 3 | 0 |
| 2006 | Kanada | MS    | 8 | 0 | 0 | 0 | 2 |
| 2010 | Kanada | OH    | 7 | 0 | 1 | 1 | 2 |